# Бутко Олександр Андрійович
Олександр Андрійович Бутко (25 серпня 1905, Суми — 22 червня 1973) — український радянський офіцер-артилерист, Герой Радянського Союзу (1943).

## Біографія
Народився 25 серпня 1905 року в місті Сумах в українській сім'ї робітника. Закінчив церковнопарафіяльну школу і три класи реального училища.
У Червоній Армії з 1920 року.
У 1924 році закінчив Сумські піхотні курси імені М. О. Щорса. Потім був направлений в 15-ю Сиваську стрілецьку дивізію.
У 1928 році закінчив Київську артилерійську школу, а в 1935 році — Ленінградські бронетанкові курси удосконалення офіцерського складу.
Учасник Вторгнення СРСР до Польщі в 1939 році.
Учасник німецько-радянської війни з червня 1941 року. Воював на Південно-Західному, Південному, Донському, Сталінградському, Центральному, Воронезькому і 1-му Українському фронтах. Був двічі поранений. Член ВКП (б) з 1942 року.
Командуючи 167-м гвардійським легким артилерійським полком (3-тя гвардійська легка артилерійська бригада, 1-ша гвардійська артилерійська дивізія прориву, 60-та армія, Центральний фронт) гвардії підполковник Олександр Бутко 3 жовтня 1943 року при форсуванні річки Дніпра одним з перших переправився сам і організував переправу підрозділів на захоплений плацдарм в районі села Губина (нині Іванківського району Київської області). В боях за плацдарм полк знищив понад двох піхотних батальйонів, п'ять кулеметів, міномет, артилерійську батарею та багато іншої військової техніки.
Указом Президії Верховної Ради СРСР від 17 жовтня 1943 року за зразкове виконання бойових завдань командування, вміле керівництво боєм полку при форсуванні Дніпра і утримання плацдарму на його правому березі, гвардії підполковнику Бутко Олександру Андрійовичу присвоєно звання Героя Радянського Союзу з врученням ордена Леніна і медалі «Золота Зірка» (№ 1902).

Могила Олександра Бутка

Після війни продовжував службу в Радянській Армії. З 1948 року полковник О. А. Бутко — в запасі. Жив у Києві. Активно брав участь у військово-патріотичній роботі серед населення. Помер 22 червня 1973 року. Похований на Байковому кладовищі в Києві.

## Нагороди
Нагороджений двома орденами Леніна, двома орденами Червоного Прапора, орденом Вітчизняної війни 1-го ступеня, медалями.

## Пам'ять
У Сумах ім'ям О. А. Бутка названа школа № 10. У Київському національному музеї історії України і Сумському обласному краєзнавчому музеї представлені матеріали, що розповідають про Героя. У місті Сумах, на початку вулиці імені Героїв Сталінграда, створена алея Слави, де представлені портрети 39 Героїв Радянського Союзу, чия доля пов'язана з містом Суми та Сумським районом, серед яких і портрет Героя Радянського Союзу О. А. Бутка.